# Алтыарыкский район
Алтыарыкский район (тума́н; узб. Oltiariq tumani / Олтиариқ тумани) — район в Ферганской области Узбекистана. Административный центр — городской посёлок Алтыарык.

## История
Алтыарыкский район был образован в 1926 году. В 1938 году вошёл в состав Ферганской области. 13 февраля 1943 года 5 сельсоветов Алты-Арыкского района были переданы в новый Вуадильский район. 14 декабря 1959 года к Алтыарыкскому району была присоединена часть территории упразднённого Вуадильского района.

## Административно-территориальное деление
По состоянию на 1 января 2011 года, в состав района входят:
Город
1. Тинчлик (бывший Хамза).

14 городских посёлков:
1. Алтыарык,
2. Азимабад,
3. Бурбалык,
4. Джурек,
5. Зилха,
6. Катпут,
7. Окбуйра,
8. Паласан,
9. Повулган,
10. Чинор Таги,
11. Чордара,
12. Эскиараб,
13. Янгиараб,
14. Янгикурган.

15 сельских сходов граждан:
1. Азимабад,
2. Акбуйра,
3. Алтыарык,
4. Бурбалык,
5. Гайрат,
6. Джурек,
7. Зилха,
8. Капчугай,
9. Катпут,
10. Кызылтепа,
11. Павулган,
12. Паласан,
13. Файзиабад,
14. Янгиараб,
15. Янгикурган.